# Najveći uspjesi 1 (album Miše Kovača)
"Najveći uspjesi 1" prvi je kompilacijski album Miše Kovača izdan 1975. godine. 

## Popis pjesama
1. "Obala mojih snova" - (Dušan Šarac)
2. "Ne mogu da te zaboravim" - (Đorđe Novković)
3. "Drugi joj raspliće kosu, a ja je volim" - (Đorđe Novković)
4. "Zeleno je zeleno" - (Alfi Kabiljo – Jure Stubičanec)
5. "Najljepše su oči moje majke" - (Đorđe Novković)
6. "Bit ću daleko" - (Dušan Šarac)
7. "Proplakat će zora" - (Stjepan Mihaljinec – Drago Britvić – Stjepan Mihaljinec)
8. "Balada o zelenim očima" - (Alfi Kabiljo – Davorin Stipetić / Marijan Arhanić)
9. "I dođe dan" - (Đorđe Novković – Maja Perfiljeva)
10. "Nema smijeha na tvom licu" -
11. "Čemu da živim" - (Đorđe Novković – Đorđe Novković – Mato Došen)
12. "Nek teku vode sve" -

## Vanjske poveznice
- Najveći uspjesi 1